# 瓦曼查爾帕山 (蘭布拉馬-庫爾帕瓦西)
13°55′21″S 72°44′29″W / 13.92250°S 72.74139°W
瓦曼查爾帕山（Waman Ch'arpa），是秘魯的山峰，位於該國南部阿普里馬克大區，由蘭布拉馬區和庫爾帕瓦西區負責管轄，屬於安地斯山脈的一部分，海拔高度4,600米。